# Fuchsenmühle (Wiesentheid)
Die Fuchsenmühle ist eine Einöde in der Gemarkung des Wiesentheider Gemeindeteils Reupelsdorf im unterfränkischen Landkreis Kitzingen.

## Geografische Lage
Die Einöde liegt im Nordosten des Wiesentheider Gemeindegebiets in der Gemarkung von Reupelsdorf, an einem Mühlbach, der vom Mainzufluss Schwarzach gespeist wird. Weiter im Norden beginnt das Gemeindegebiet von Volkach, die Gemarkung des Gemeindeteils Eichfeld liegt der Fuchsenmühle am nächsten. Im Nordwesten liegt Laub, ein Gemeindeteil von Prichsenstadt, das durch die Schwarzach mit der Mühle verbunden ist. Die ausgedehnte Gemarkung von Laub ragt auch im Süden nah an die Fuchsenmühle heran. Der Südwesten wird von Reupelsdorf eingenommen, das mit der Mühle inzwischen zusammengewachsen ist (die Zufahrtsstraße wird Zur Fuchsenmühle genannt). Im Westen befinden sich die ausgedehnten Waldgebiete um Reupelsdorf.

## Geschichte
Die Geschichte der Mühle und ihrer Besitzer ist sehr detailliert nachvollziehbar. Die Fuchsenmühle entstand im Jahr 1543, als Michel Schleicher die Baulichkeiten aufrichtete. Schleicher erhielt vom Grundherren von Reupelsdorf, dem Benediktinerkloster Münsterschwarzach, Brief und Siegel, um die Mühle zu betreiben. Jährlich musste er dem Kloster vier Fastnachtshühner und vier Malter Korn übergeben. Noch 1543 wurde Claus Apfelbach neuer Besitzer der Mühle. In der Folgezeit wechselten die Eigentümer häufig.
In den Jahren 1589 und 1590 hatten drei Männer die Fuchsenmühle inne: Neben Bernard Linck und Hans Weissensche besaß auch Hans Seuboth die Anlage. Der Name Fuchsenmühle entstand erst im 18. Jahrhundert. Um 1718 kam die Mühle in den Besitz des Lorentz Fuchs. Den tiefsten Einschnitt erfuhren die Baulichkeiten an der Schwarzach 1895. Zuvor bestand jahrhundertelang eine Getreidemühle, die die Versorgung der örtlichen Bevölkerung sicherstellen sollte. Nun richtete Valentin Müller ein Sägewerk in der Mühle ein.
Als Teil der Gemeinde Reupelsdorf wurde Fuchsenmühle am 1. Juli 1972 zusammen mit dieser nach Wiesentheid eingemeindet.
Heute ist die Fuchsenmühle die letzte Anlage ihrer Art im Wiesentheider Gemeindegebiet, die sich noch in Betrieb befindet. Die Wasserkraft wird für den Antrieb einer Ossberger-Turbine genutzt, durch die die Stromversorgung des Sägewerks sichergestellt wird. Nach wie vor besitzen die Nachfahren des Valentin Müller die Anlage. Das Mühlengebäude ist in ein Wohnhaus umgewandelt. In den Nebengebäuden, die im 20. Jahrhundert umgebaut wurden, kam das Sägewerk unter.